# Эннис, Мадлен
Мадлен Эннис (Madeleine Ennis) — фармаколог и исследователь в Королевском университете, Белфаст, Северная Ирландия.
Оживлённую полемику вызвала публикация её работ, в которых она исследовала воздействие ультра-разбавленных растворов гистамина на белые кровяные тельца, участвующие в воспалении. Эксперимент, проводимый в четырёх разных лабораториях, показал, что гомеопатический раствор, то есть такой, в котором уже не должно содержаться ни одной молекулы гистамина, оказывает то же действие, что и раствор с гистамином. В своём отчёте она написала, что «мы не можем объяснить полученные результаты и публикуем их, чтобы побудить других исследовать данное явление».
Другая группа исследователей не смогла подтвердить эти результаты. Эти эксперименты были проведены авторитетными учеными в соответствии с протоколами, установленными Фондом Джеймса Рэнди.